# Мёллер, Мартин
Ма́ртин Мё́ллер (дат. Martin Møller; род. 18 мая 1980, Нествед, Сторстрём) — датский лыжник и гренландский биатлонист, участник Олимпийских игр в Сочи.

## Карьера биатлониста
В биатлонном Кубке мира Мёллер выступал в сезонах 2005/06 и 2006/07, кубковых очков не завоёвывал, лучший результат 78-е место в спринте на этапе в Хохфильцене в сезоне 2006/07. В 2007 году единственный раз участвовал в Чемпионате мира по биатлону, на котором был 88-м в индивидуальной гонке и 90-м в спринте.

## Карьера лыжника
В лыжном Кубке мира Мёллер дебютировал 8 марта 2000 года, в октябре 2003 года впервые попал в тридцатку лучших на этапе Кубка мира, в командном спринте. Всего на сегодняшний момент имеет 2 попадания в тридцатку лучших на этапах Кубка мира, 1 в личном спринте и 1 в командном. Лучшим результатом в итоговом общем зачёте Кубка мира, является для Мёллера 137-е место в сезоне 2004/05.
На Олимпийских играх 2014 года в Сочи стартовал в четырёх гонках: 15 км классическим стилем — 58-е место, скиатлон — 52-е место, масс-старт на 50 км — 45-е место и спринт — 54-е место.
За свою карьеру принимал участие в четырёх чемпионатах мира, лучший результат 20-е место в командном спринте на чемпионате мира 2005 года, а в личных гонках 47-е место в спринте на чемпионате мира 2003 года.
Использует лыжи и ботинки производства фирмы Fischer.